# LaBradford Smith
LaBradford Corvey Smith (ur. 3 kwietnia 1969 w Bay City) – amerykański koszykarz, występujący na pozycji rzucającego obrońcy.
W 1987 wystąpił w meczu gwiazd amerykańskich szkół średnich – McDonald’s All-American. Został też wybrany najlepszych zawodnikiem amerykańskich szkół średnich (Gatorade Player of the Year) oraz stanu Teksas (Texas Mr. Basketball). Zaliczono to także do I składu Parade All-American (1986, 1987) oraz 
USA Today's All-USA (1987).
W swojej karierze spędził trzy lata w NBA po tym, jak 1991 Washington Bullets zdecydowali się wybrać go w I rundzie draftu NBA z nr 19. Oprócz gry w Bullets występował również w Sacramento Kings. Potem całkiem nieźle spisywał się w lidze CBA.
W 1996 wyjechał do Europy, gdzie bronił barw trzech klubów – hiszpańskiego BC Leon i dwóch polskich, Mazowszanki PEKAES Pruszków oraz Zeptera Śląska Wrocław.

## Kariera w NBA
W klubie tym wylądował dość przypadkowo, bo kiedy w 1989 wciąż uczył się na Uniwersytecie w Louisville, to w NBA doszło do transakcji wiązanej pomiędzy Dallas Mavericks, a Detroit Pistons. W wyniku czego klub z Dallas oddał do Detroit Marka Aguirre w zamian za Adriana Dantleya i wybór w I rundzie draftu NBA w 1991 roku. Rok później, 21 czerwca, działacze Dallas zdecydowali się jednak oddać ten przywilej wraz z wyborem z drafcie z bieżącego wtedy roku za Fata Levera z Denver Nuggets. Ci przystali na takie warunki, by w kolejnym roku, 11 czerwca, przekazać go właśnie Bullets, dodając do tego Michaela Adamsa i wybór w II 
rundzie draftu w 1993 roku. Otrzymali za to należący do klubu z Waszyngtonu numer w drafcie z bieżącego wtedy roku.
Pięć dni później, 26 czerwca 1991 roku, do Dallas, którzy jako pierwsi rozpoczęli dane transakcje, wybrali Willie Burtona, Denver Marka Macona, a Washington LaBradforda Smitha.

### Washington Bullets
W zasadzie Smith w NBA został zapamiętany z jednego powodu. 19 marca 1993 roku przeciwstawił się samemu Michaelowi Jordanowi i to w hali mistrza, w Chicago. Byki mecz wygrały 104:99, ale Jordan był zły, bo grający przeciwko niemu Smith rzucił 37 pkt., a MJ zaś 25.
- Dla mnie była to bardzo wstydliwa sytuacja. Ewidentnie nie doceniłem go, a on jest z pewnością zdolny do ustanawiania takich wyników i zrobił to. W ofensywie nie miałem problemów, ale on wyzwolił we mnie chęć poprawienia gry obronnej, więc będę musiał się poprawić. Z niecierpliwością czekam na to wyzwanie (en „That was a very embarrassing situation for me. Evidently I didn't respect the guy and he's certainly capable of putting up some numbers, and he did. Offensively, it wasn't going for me and I let that effect my defensive effort and that's something I will improve on. I look forward to the challenge”)[4]

Tak się akurat złożyło, że już nazajutrz obie drużyny grały rewanż. Mecz odbył się tym razem w hali w Waszyngtonie, a Byki wygrały pewnie 126:101. Jednak zwycięstwo gospodarzy zeszło na dalszy plan, bo więcej uwagi poświęcano zemście Jordana. Lider Byków już przed meczem odgrażał się, że zamierza odegrać się Smithowi, uzyskując 37 pkt. w pierwszej połowie.
- Powiedziałem sobie, że skoro rzucił mi 37 pkt w piątek wieczorem, to ja rzucę mu tyle w pierwszej połowie. Zabrakło mi jednego punktu, bo pomyliłem się z linii rzutów wolnych w końcówce drugiej kwarty. Dlatego jestem na siebie wściekły (en „I told myself that the 37 points he gave me Friday night, I wanted to give him in the first half. I missed that free throw {at the end of the second quarter}, and it made me mad”)[6].
- Denerwowało mnie to, że facet podszedł do mnie i był bardzo agresywny, a ja nie potrafiłem się odegrać. Grałem okropnie. Nie byłem przygotowany na taki pojedynek.Zaskoczył mnie swoim atakiem (en „What bothered me {Friday} was that the guy came at me and was very aggressive, and my retaliation was terrible. I played terrible. I wasn't prepared for it. He surprised me with the way he attacked me”)[6].
- Nie mam żadnych pretensji do LaBradforda. On pokazał wszystkim, jakim jest dobrym zawodnikiem. (en „I didn't have any hard feelings toward LaBradford Smith. He really showed people something, that they've got a good player”)[6]
- W trakcie meczów było trochę uszczypliwości. Mówił mi, abym się ulitował, ochłonął i przestał tak rzucać. Ale przecież on nie przestawał dzień wcześniej, więc dlaczego ja miałbym zlitować się nad nim? (en „We were talking a little trash. He told me, `Cool off. Cool off.' And I said, `You didn't cool off on me (Friday) night. Why should I cool off on you?”)[6]

W rewanżu Smith grał 25 minut, rzucił ledwie 15 pkt. i zebrał jedną piłkę. Jordan zaś w 31 minut, oprócz 47 pkt., miał 8 zbiórek, 4 asysty i dwa przechwyty.
W sumie w barwach Washington Bullets Smith rozegrał 124 spotkania.

## Osiągnięcia
Na podstawie, o ile nie zaznaczono inaczej.
NCAA
- Uczestnik rozgrywek:
  - Sweet 16 turnieju NCAA (1988, 1989)
  - turnieju NCAA (1988–1990)
- Mistrz:
  - turnieju konferencji Metro (1988–1990)
  - sezonu regularnego konferencji Metro (1988, 1990)
- MVP turnieju konferencji Metro (1990, 1991)
- Zaliczony do I składu konferencji All-Metro (1990)
- Lider:
  - wszech czasów konferencji Metro w asystach (1987–1991 – 5,4)
  - konferencji Metro w asystach (1989 – 5,6, 1990 – 6,5, 1991 – 4,9)

Drużynowe
- Wicemistrz:
  - Polski (1998)
  - USBL (2000)
- Zdobywca Pucharu Polski (1998)

Reprezentacja
- Wicemistrz świata U–19 (1987)

| Sezon   | Drużyna            | M  | S5 | MPG  | FG%   | 3P%   | FT%   | RPG | APG | SPG | BPG | PPG |
| ------- | ------------------ | -- | -- | ---- | ----- | ----- | ----- | --- | --- | --- | --- | --- |
| 1991/92 | Washington Bullets | 48 | 5  | 14,8 | 40,7% | 1,0%  | 80,4% | 1,7 | 2,1 | 0,9 | 0,0 | 5,1 |
| 1992/93 | Washington Bullets | 69 | 33 | 22,4 | 45,8% | 34,8% | 85,8% | 1,5 | 2,7 | 0,8 | 0,1 | 9,3 |
| 1993/94 | Washington Bullets | 7  | 0  | 6,9  | 44,4% | 00,0% | 75,0% | 1,1 | 0,7 | 0,4 | 0,1 | 4,4 |

### Sacramento Kings
Do zespołu Króli przywędrował po tym, jak 6 grudnia został zwolniony z Washington Bullets. Dwa później zgłosił się po niego zespół z Sacramento i podpisano umowę."
Był tam głównie rezerwowym, choć zdarzyło mu się dwukrotnie wyjść w pierwszej piątce. Nie mniej jednak nie błyszczał tam, bo jeżeli popatrzeć na bilans zespołu, 23 wygrnae i 43 porażki, i przypomnieć sobie fakt, iż nie grał w pierwszej piątce, to faktycznie można odnieść takie wrażenie.
Udało mu się jednak zdobyć 13-krotnie dziesięć i więcej punktów, choć tylko dwukrotnie w meczach zwycięskich.
W sumie dla Sacramento zagrał 59 razy. 31 października 1994 roku został zwolniony.
| Sezon   | Drużyna          | M  | S5 | MPG  | FG%   | 3P%   | FT%   | RPG | APG | SPG | BPG | PPG |
| ------- | ---------------- | -- | -- | ---- | ----- | ----- | ----- | --- | --- | --- | --- | --- |
| 1993/94 | Sacramento Kings | 59 | 2  | 14,1 | 40,3% | 35,0% | 75,0% | 1,3 | 1,8 | 0,6 | 0,1 | 5,1 |

## Rekordy

### Rekordy
| Statystyka                            | Data                | Przeciwko               |
| ------------------------------------- | ------------------- | ----------------------- |
| Punkty: 37                            | 19 marca 1993 r.    | Chicago Bulls           |
| Asysty: 9                             | 29 lutego 1992 r.   | Philadelphia 76ers      |
| Zbiórki: 6,                           | 3 razy              |                         |
| Zbiórki w ataku: 3,                   | 4 razy              |                         |
| Zbiórki w obronie: 5,                 | 3 razy              |                         |
| Bloki: 1                              | 15 razy             |                         |
| Przechwyty: 6                         | 26 lutego 1993 r.   | Orlando Magic           |
| Minuty: 40                            | 3 razy              |                         |
| Celne rzuty z pola: 15                | 19 marca 1993 r.    | Chicago Bulls           |
| Oddane rzuty z pola: 20               | 2 razy              |                         |
| Celne rzuty „za 3”: 3                 | 2 razy              |                         |
| Oddane rzuty „za 3”: 6                | 12 kwietnia 1994 r. | Utah Jazz               |
| Celne rzuty wolne: 8                  | 10 listopada 1993   | New York Knickerbockers |
| Oddane rzuty wolne: 10                | 10 listopada 1993   | New York Knickerbockers |
| Na podstawie basketball-reference.com |                     |                         |